# Ugo Stille
Ugo Stille, pseudonimo di Mikhail Kamenetzky (Mosca, 3 dicembre 1919 – New York, 2 giugno 1995), è stato un giornalista italiano naturalizzato statunitense, di origine russa.
Fu corrispondente dagli Stati Uniti del Corriere della Sera dal secondo dopoguerra agli anni novanta e, nel lustro 1987-1992, ne fu anche direttore.

## Biografia
Stille nacque a Mosca, in Russia, il 3 dicembre 1919 da una famiglia ebraica. Quand'era solamente un neonato, lui e la sua famiglia lasciarono il Paese al consolidarsi del regime bolscevico, emigrando dapprima a Riga, in Lettonia, ed in seguito in Italia dove, dopo una breve parentesi a Formia ed a Napoli, si stabilirono a Roma. Qui, il giovane Mikhail (chiamato con il vezzeggiativo Misha) crebbe e studiò.
Nella sua giovinezza, Misha frequentò, fra l'altro, la casa di Giuseppe Lombardo Radice, stringendo amicizia con i suoi figli, Lucio, Laura e Giuseppina, e soprattutto con il giornalista e scrittore Giaime Pintor, anch'egli assiduo frequentatore dei Lombardo Radice, che fu uno dei suoi più cari amici. Fu proprio insieme a Pintor che coniò lo pseudonimo Ugo Stille, con cui avrebbe poi firmato tutti i suoi articoli; secondo una testimonianza di Laura Lombardo Radice lo pseudonimo derivò da un errore di traduzione effettuato dai due su di un passo del poeta tedesco Rainer Maria Rilke, nella quale il termine tedesco 'Stille' ('quiete') fu scambiato per un nome proprio. Il nome 'Ugo' deriverebbe invece dal nome del giurista siciliano Ugo Natoli, cui Kamenetzky e Pintor erano molto legati. Nei primi anni trenta, sotto questo pseudonimo condiviso, i due amici firmarono diversi articoli antifascisti, scritti ora dall'uno ora dall'altro, destinati a riviste e giornali.
Nei primi anni quaranta la famiglia Kamenetzky dovette emigrare di nuovo per sfuggire alla leggi razziali fasciste promulgate nel 1938. Il 4 settembre 1941 i Kamenetzky si imbarcarono perciò per gli Stati Uniti, grazie ad un visto ottenuto tramite l'interessamento di Giovanni Battista Montini, il futuro Papa Paolo VI, stabilendosi a New York.
Poco dopo, il poco più che ventenne Misha fu arruolato nell'esercito statunitense, e prese parte allo sbarco in Sicilia con il grado di sergente. Una volta sull'isola, fu messo dal comando USA alla direzione di Radio Palermo, l'emittente radiofonica installata dagli Alleati all'indomani della conquista della Sicilia. In questa veste continuò a seguire l'esercito statunitense prima a Napoli e poi a Milano.
Finita la guerra, tornò negli Stati Uniti e divenne corrispondente del quotidiano Corriere della Sera, presso il quale iniziò a pubblicare i propri articoli a partire dal gennaio 1946, firmandosì però con il vecchio pseudonimo di Ugo Stille, in ricordo dell'amico Pintor, morto tre anni prima a causa di una mina nazista. Di lì a poco, Misha avrebbe adottato legalmente il nome di Ugo Stille.
Nel 1948 sposò una donna statunitense, Elizabeth Bogert, dalla quale ebbe due figli, uno dei quali, Alexander, avrebbe poi seguito le orme del padre come giornalista.
 Stille continuò per tutto il dopoguerra, e fino agli anni ottanta, il suo lavoro di corrispondente, firmando numerosi articoli di attualità sia statunitense che italiana.
Nel 1987, dopo aver rifiutato una prima volta, accettò la carica di direttore del Corriere della Sera, trasferendosi così con la famiglia a Milano. Dopo aver guidato il giornale per cinque anni, Stille lasciò l'incarico nel 1992, ritornando negli Stati Uniti e riprendendo l'attività di corrispondente.
Morì a New York il 2 giugno del 1995.